# Bielsko-Biała

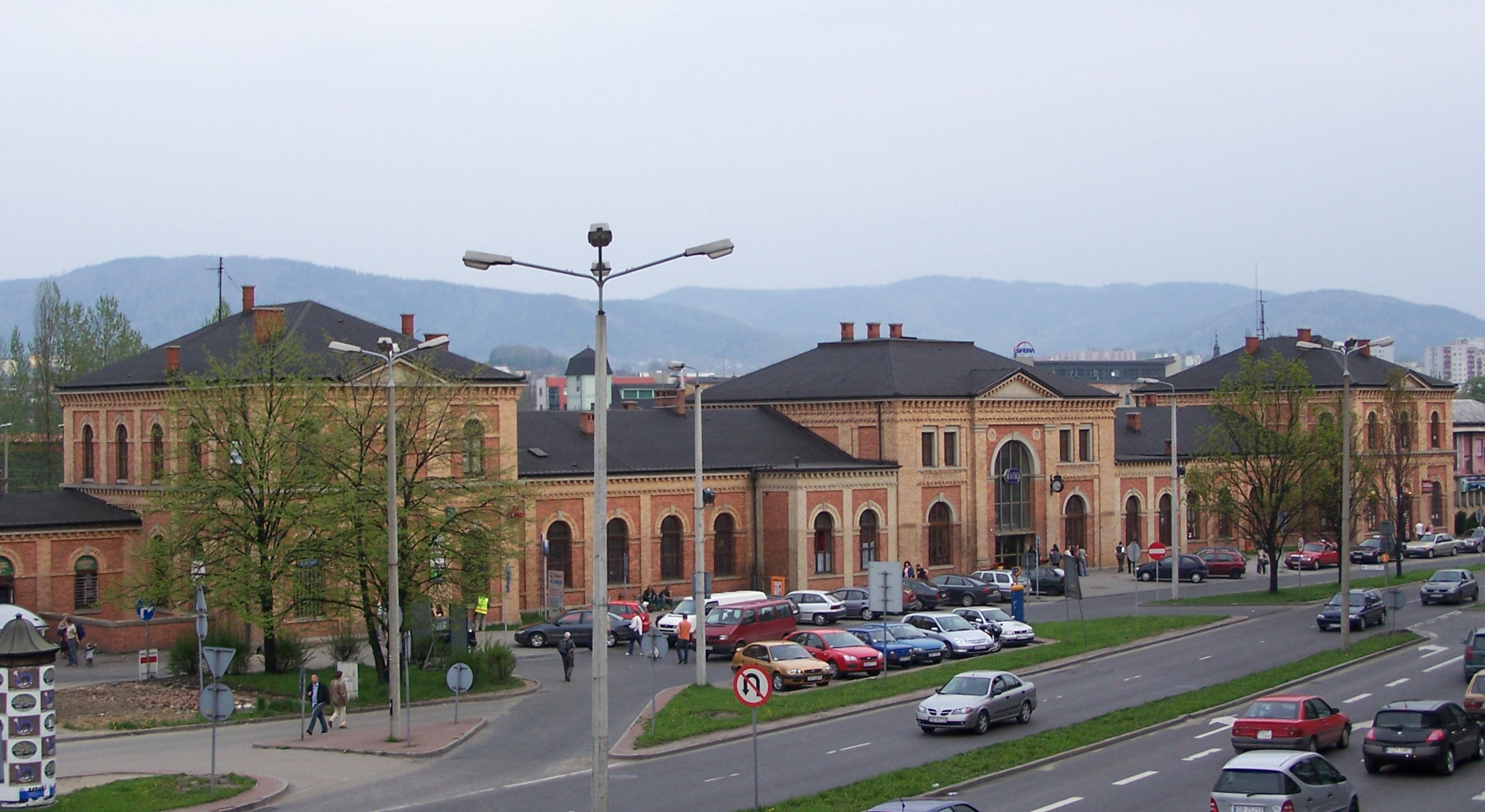
A estação de Bielsko-Biała

Bielsko-Biała (em alemão Bielitz) é uma cidade da Polônia, na voivodia da Silésia. Estende-se por uma área de 124,51 km², com 171 277 habitantes, segundo os censos de 2017, com uma densidade de 1384,7 hab/km².

## História
A cidade de Bielsko-Biała foi criada a 1 de janeiro de 1951, quando as cidades vizinhas de Bielsko e Biała foram unificadas. Bielsko, que durante séculos pertenceu ao ducado de Cieszyn, foi fundada em 1312. A partir de 1457, o rio Biała passou a ser a fronteira entre a Silésia e Pequena Polónia. A primeira pertencia à Áustria, enquanto que a segunda pertencia à Polónia.
Em 1723, na outra margem do rio, nasceu a cidade de Biała. Em 1772, Biała foi anexada pela Áustria.
Já no século XX, em 1918, as duas cidades passaram a fazer parte da Polónia renascida, apesar de uma grande parte da sua população ser de origem germânica.
Durante a segunda guerra mundial, a cidade foi anexada pelo Terceiro Reich e a sua população judaica foi enviada para Auschwitz. Após a sua libertação pelo exército vermelho em 1945, a população de origem germânica foi expulsa.

## Turismo
Bielsko-Biała oferece ao turista alguns locais interessantes para visitar. Entre eles, contam-se:
- Bairro Dolne Przedmieście - "Pequena Vienna";
- Museu de Bielsko-Biała, situado no palácio dos duques de Cieszyn;
- Paços do Concelho de 1897;
- Estação de comboio (Bielsko-Biała Główna), datado de 1888;
- Cemitério Judeu de 1849;
- Teatro de 1890;
- Catedral de São Nicolau, datado de 1447;
- Casa Pod Żabami dos sapos em estilo arte nova;
- Galeria de arte Galeria Bielska BWA.